# Acraea praelongata
Acraea praelongata är en fjärilsart som beskrevs av James John Joicey och Talbot 1926. Acraea praelongata ingår i släktet Acraea och familjen praktfjärilar. Inga underarter finns listade i Catalogue of Life.